# Historia kolei w Stanach Zjednoczonych
Jeżeli edytujesz kod źródłowy, to aby uzyskać taki efekt: teoria, elektronem, Witolda Gombrowicza – twórz linki według składni: [[teoria]], [[elektron]]em, [[Witold Gombrowicz|Witolda Gombrowicza]].

Historia kolei w Stanach Zjednoczonych – historia kolei na terenie Stanów Zjednoczonych od XIX wieku do dziś. Obejmuje powstawanie i rozwój linii kolejowych, dworców i innej infrastruktury związanej z koleją, a także historię przemysłu kolejowego i produkcji taboru w USA.

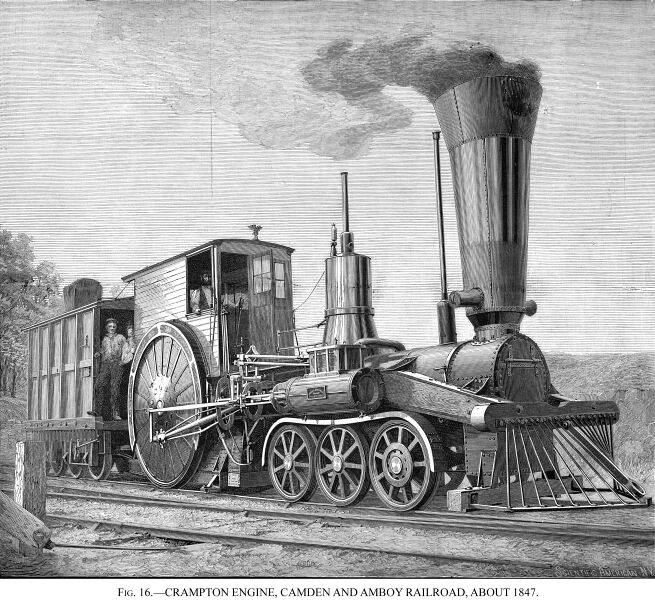
Parowóz kolei Camden & Amboy RR, 1847 r.

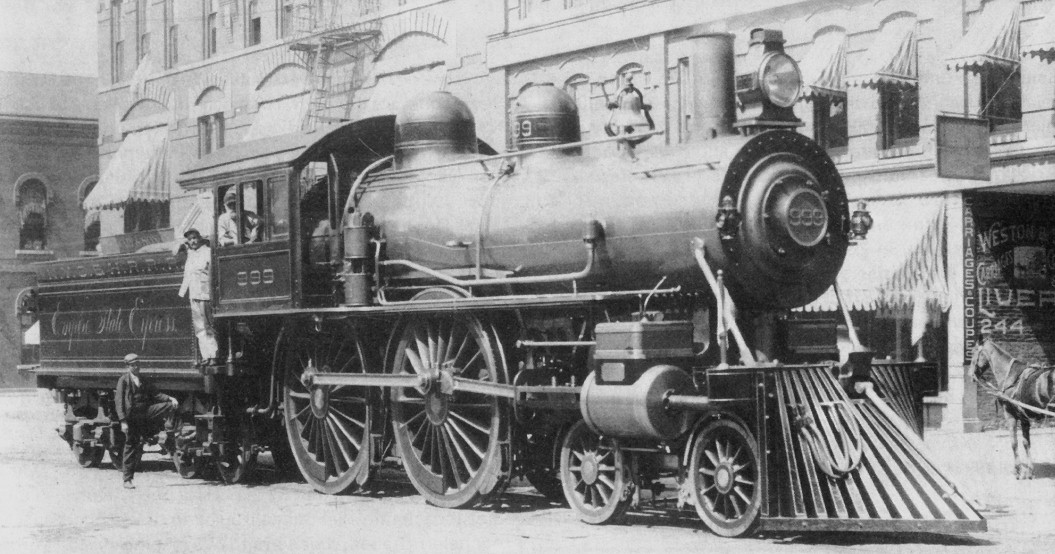
Syracuse (stan Nowy Jork) – parowóz kolei NY Central & Hudson River RR. Prowadzenie kolei ulicami miast było powszechne (zdjęcie z 1893 r.)

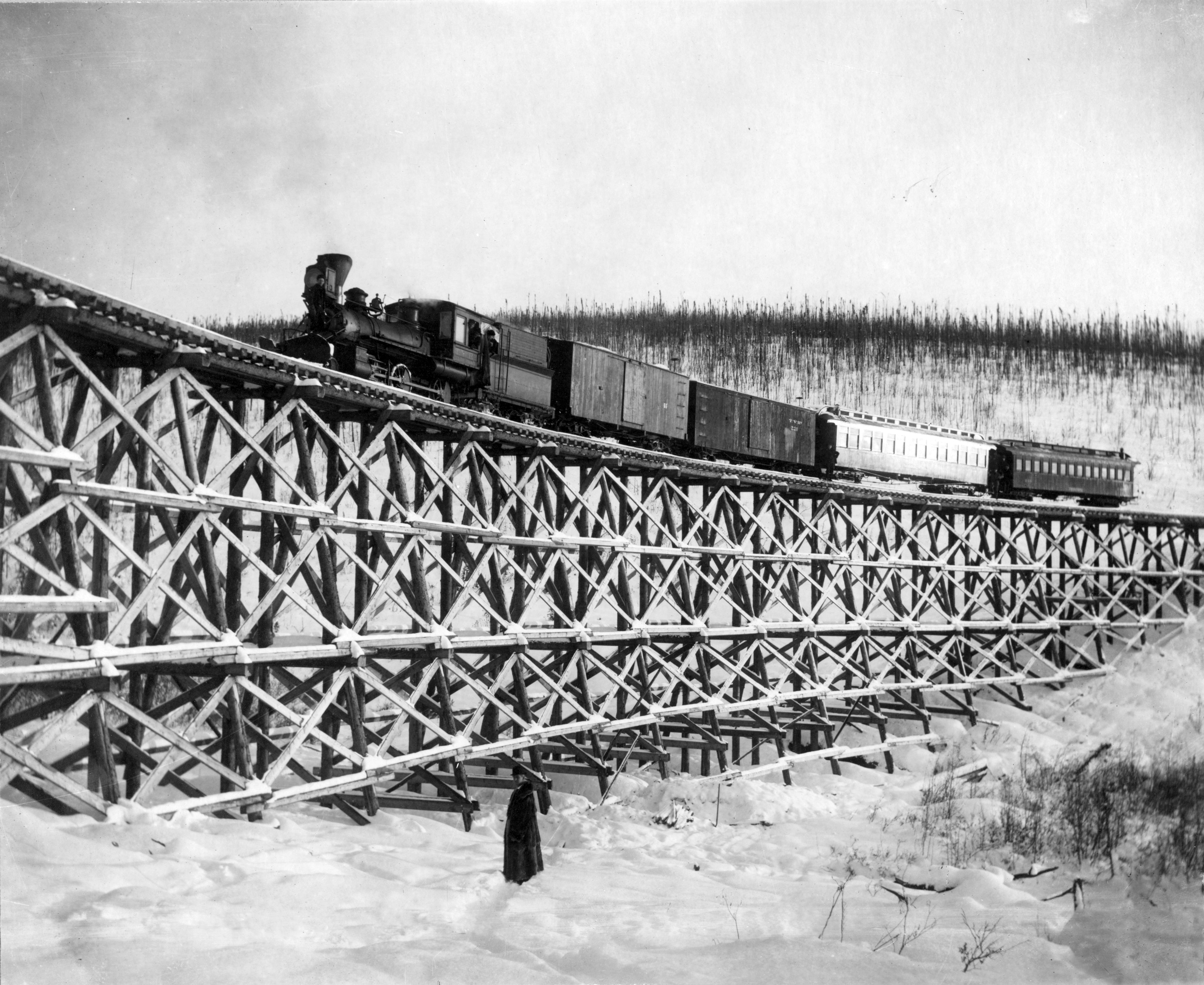
Amerykański wiadukt konstrukcji drewnianej, tzw. „timber trestle” (Tanana Valley RR na Alasce z 1905 r.)

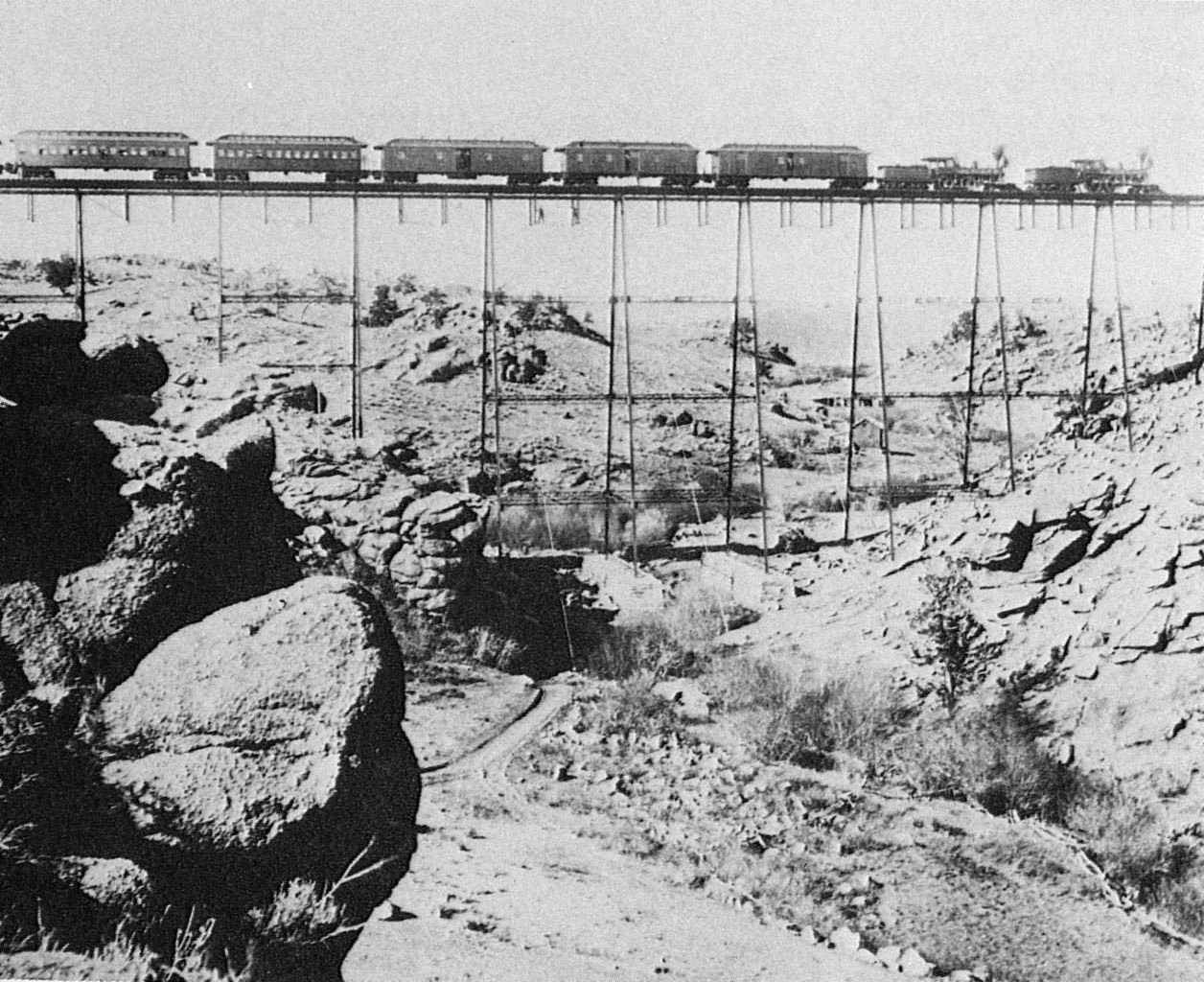
Amerykański wiadukt konstrukcji stalowej (tzw. „steel trestle”). Zdjęcie z 1860 r.

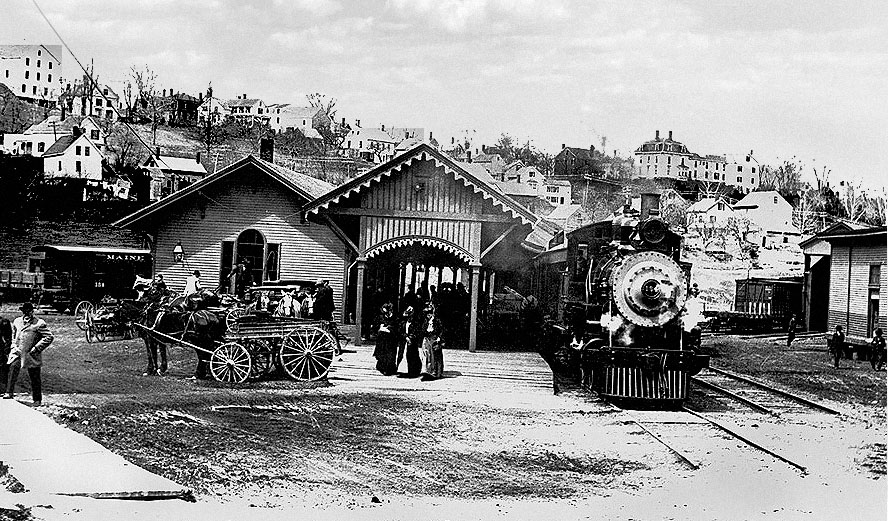
Belfast (stan Maine), dworzec Maine Central RR ok. 1900 r.

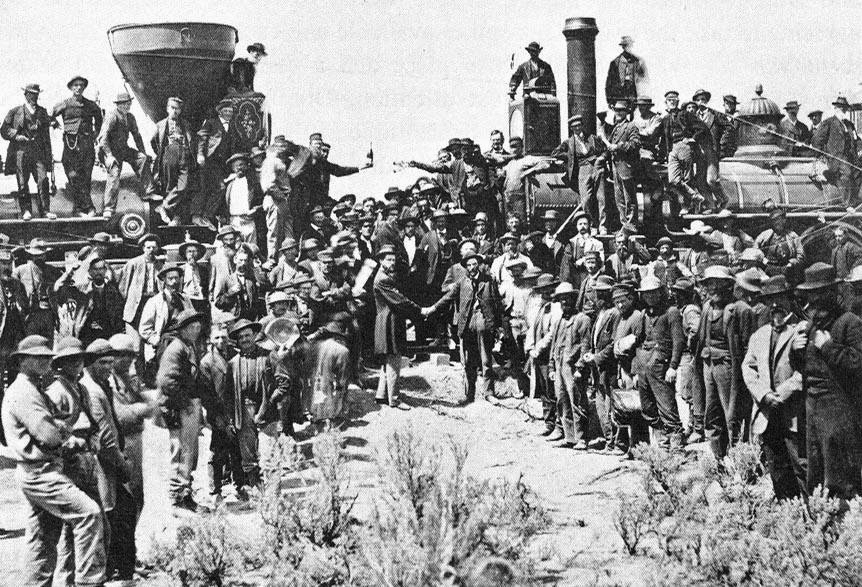
Zakończenie budowy pierwszej kolei transkontynentalnej 10 maja 1869 r. na Promontory Summit w stanie Utah (Central Pacific RR i Union Pacific RR)

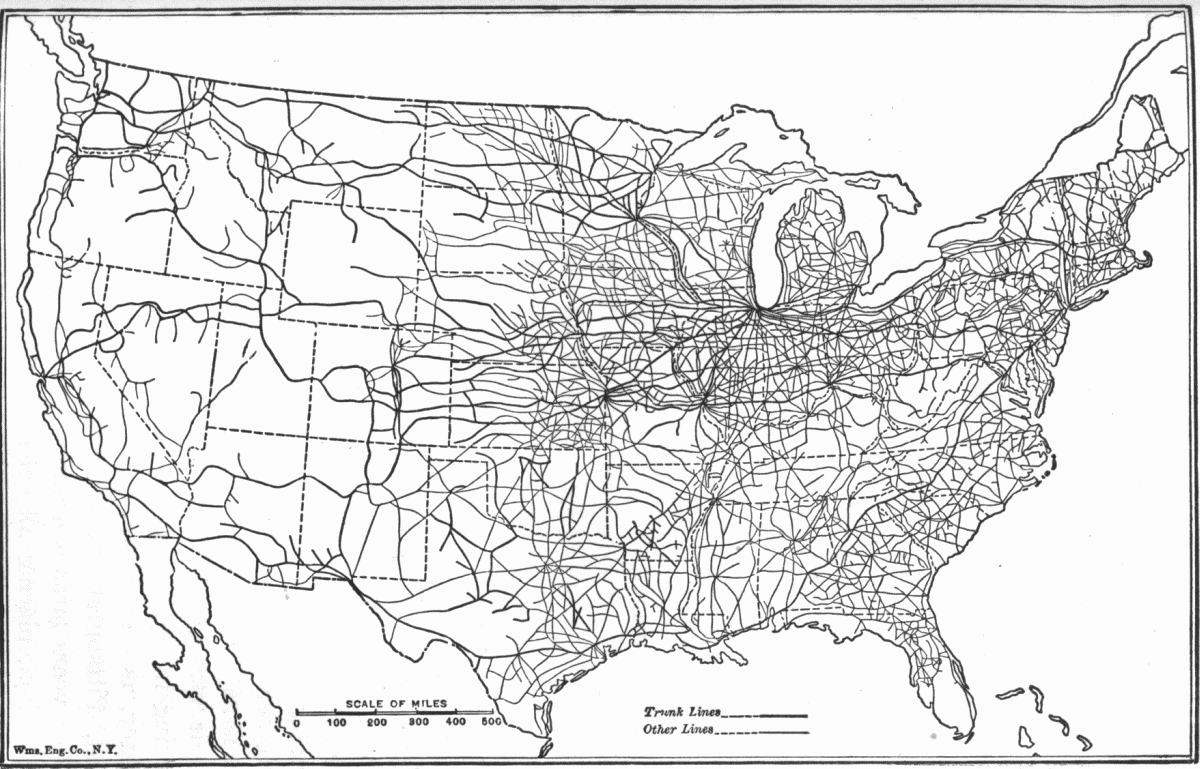
Sieć kolejowa USA w 1918 r.

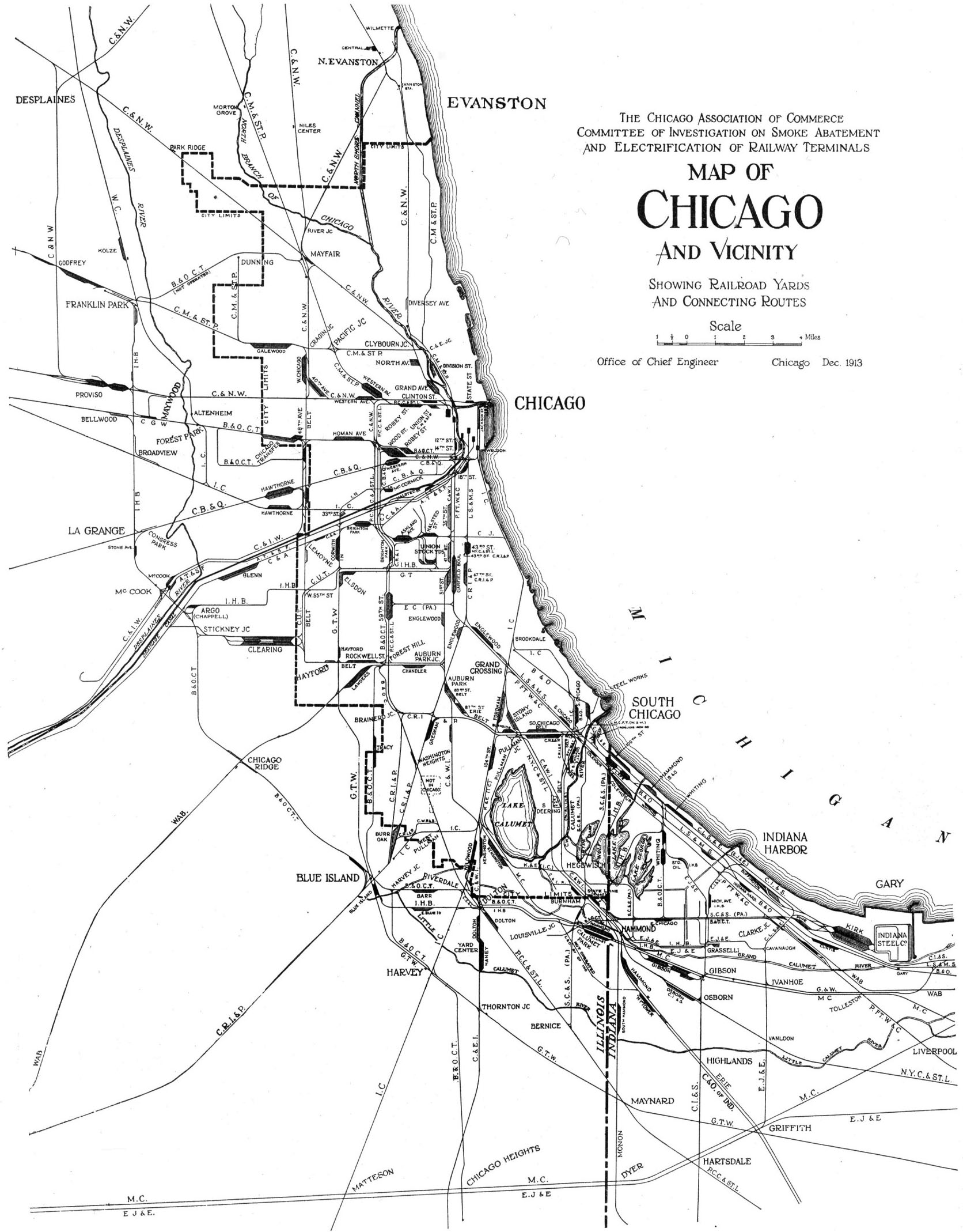
Chicago w 1913 r.; największy węzeł kolejowy Ameryki

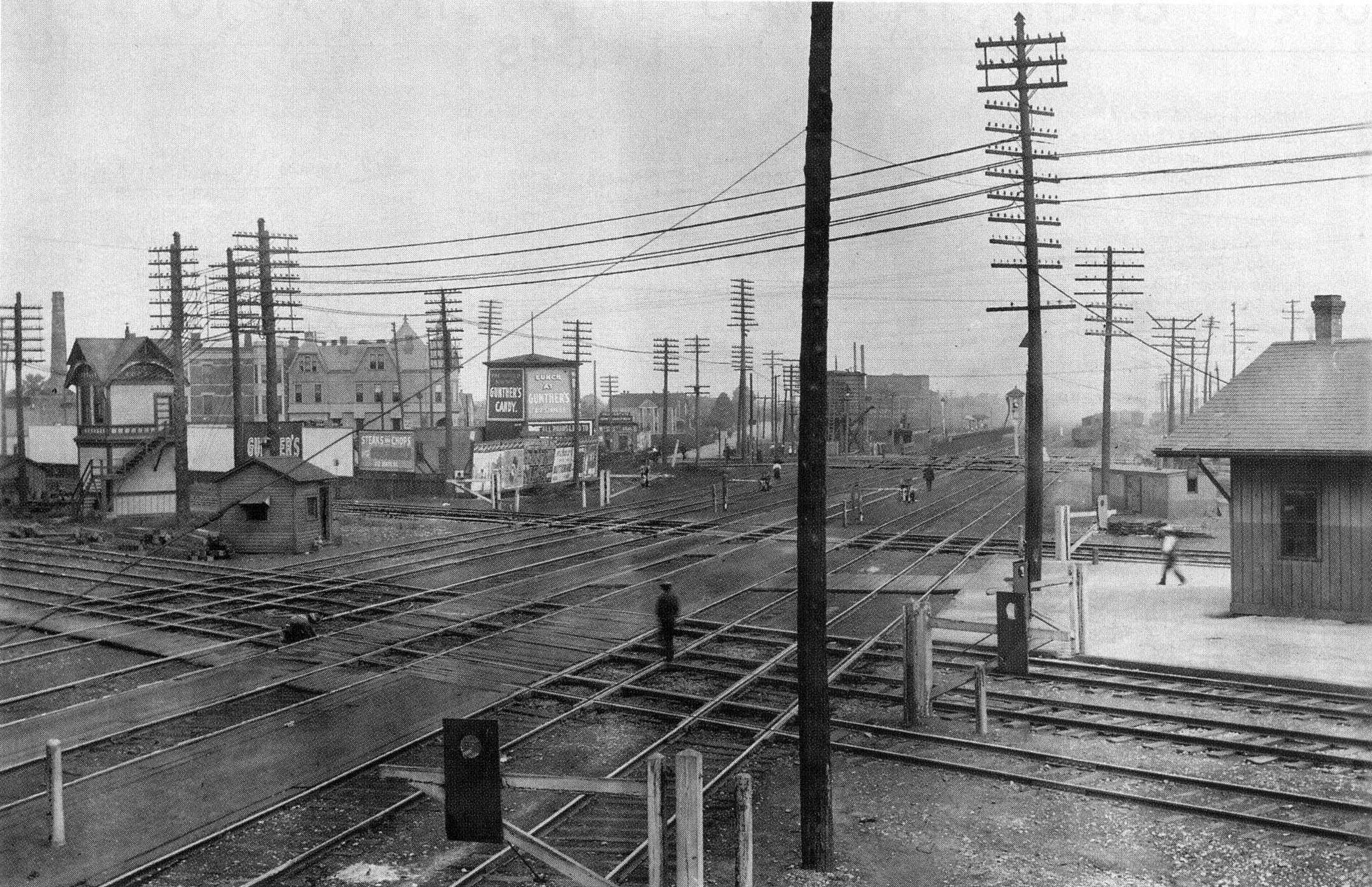
Chicago – „Grand Crossing” sześciotorowej linii Illinois Central RR z linią Pittsburgh, Fort Wayne and Chicago Rly. (kolej Penn.RR) oraz linii Lake Shore & Michigan Southern Rly. (kolej NYC). Zdjęcie z 1902 r.

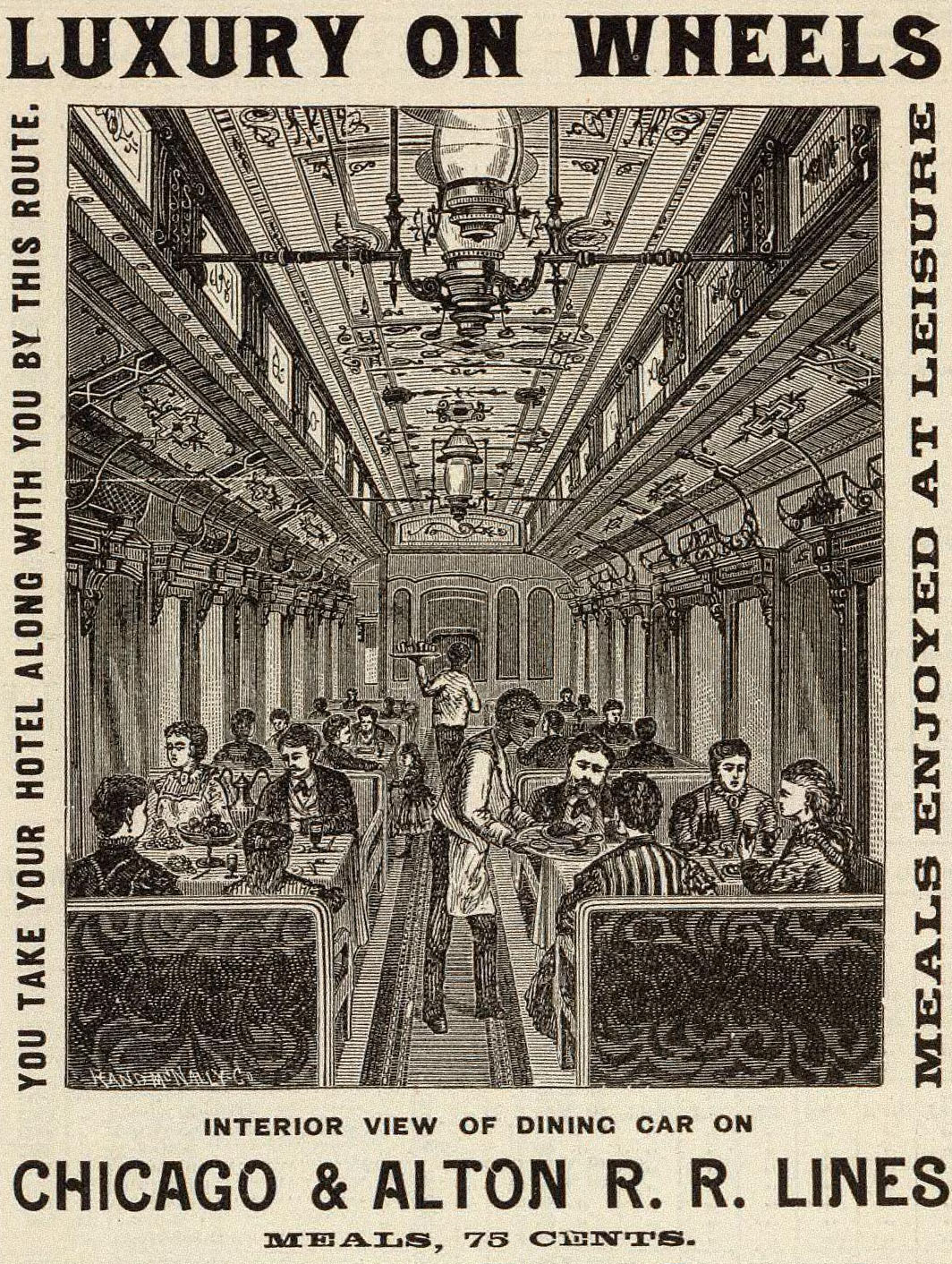
„Luksus na kołach”

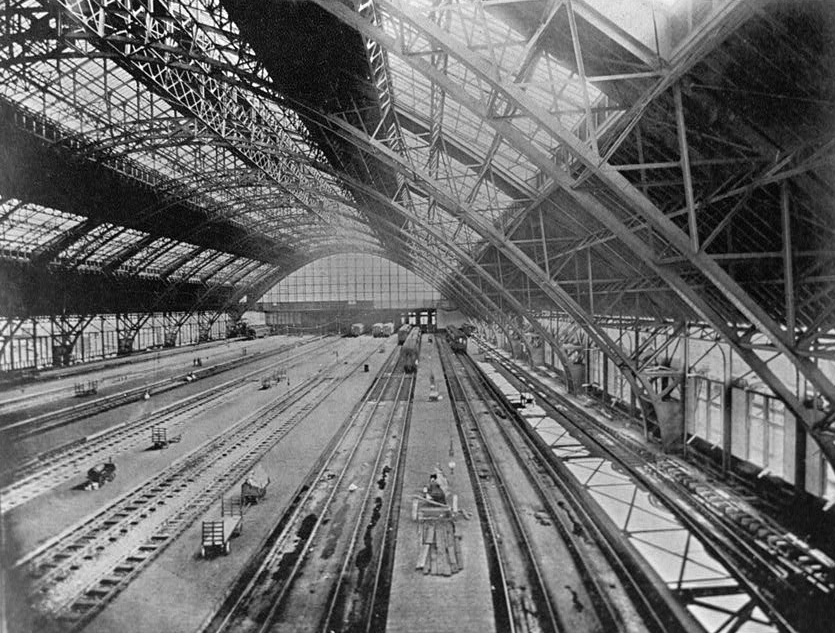
Filadelfia, Reading Terminal z 1893 r. Jedna z wielkich hal łukowych dworców amerykańskich

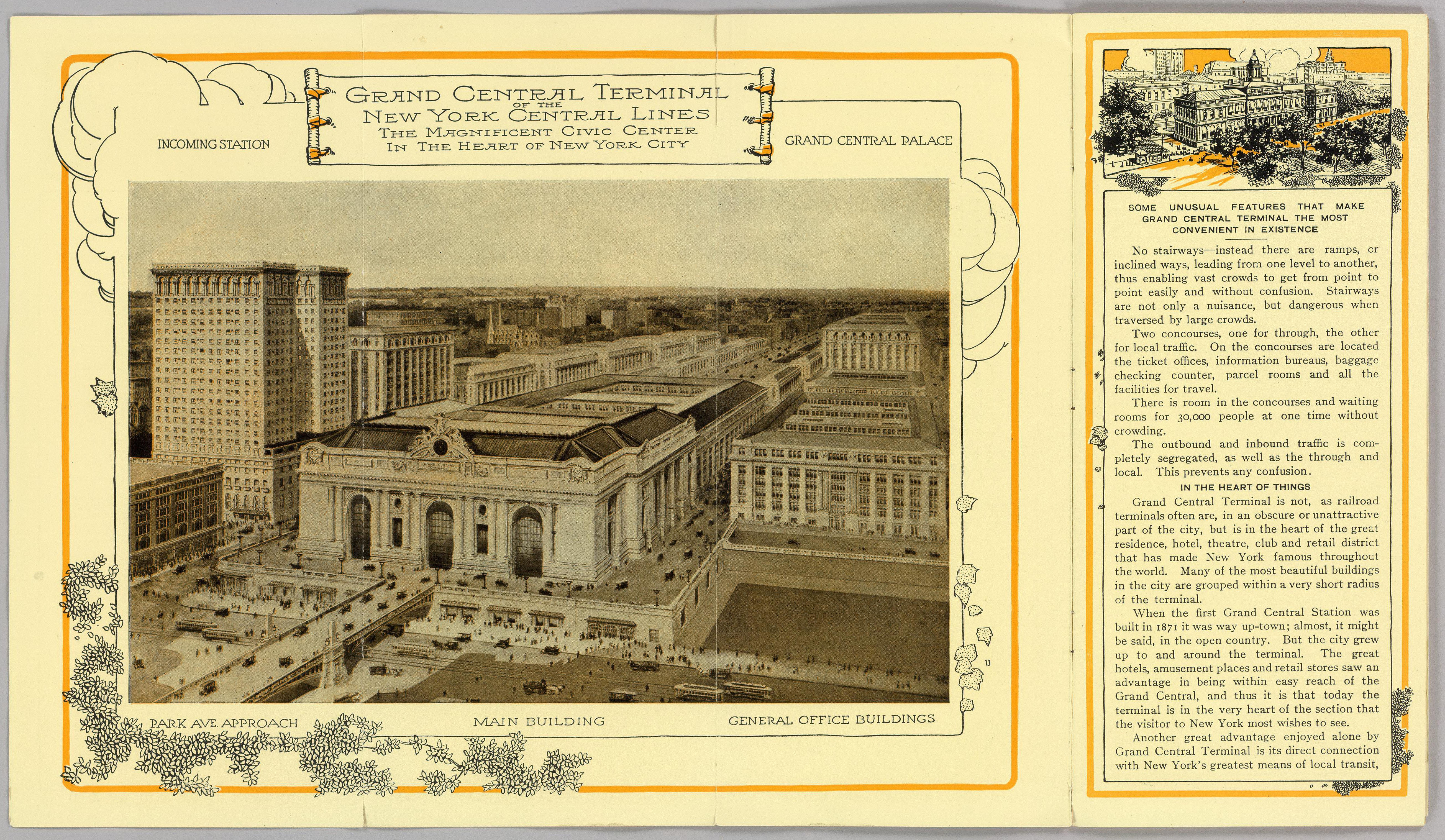
Nowy Jork – drugi Grand Central Terminal kolei NYCentral wyznaczał koniec epoki wielkich hal

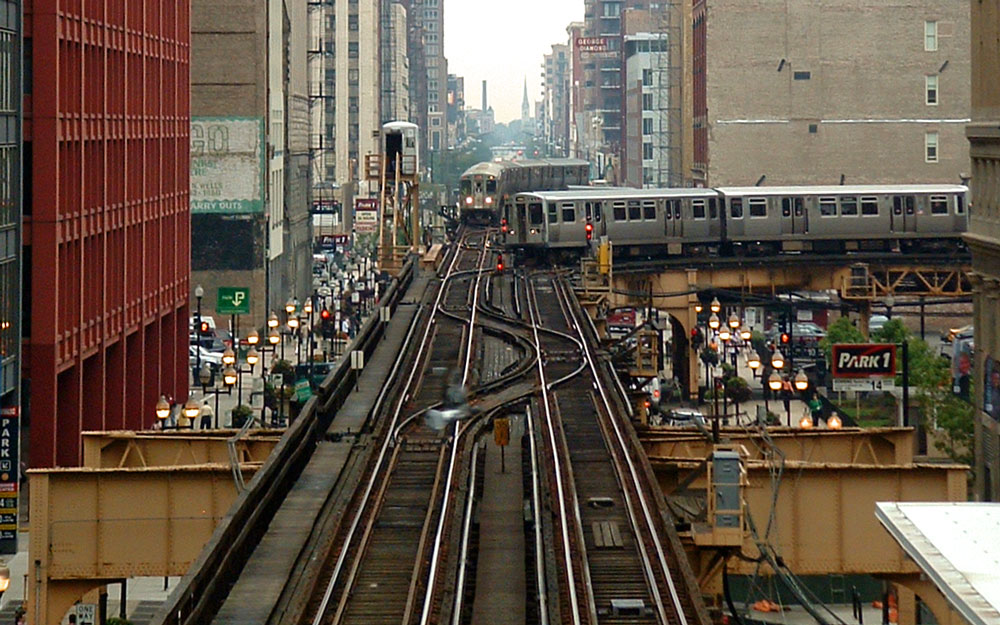
Chicago zachowało większość klasycznego systemu „elevated” („L”). Fragment śródmiejskiej trasy Loop

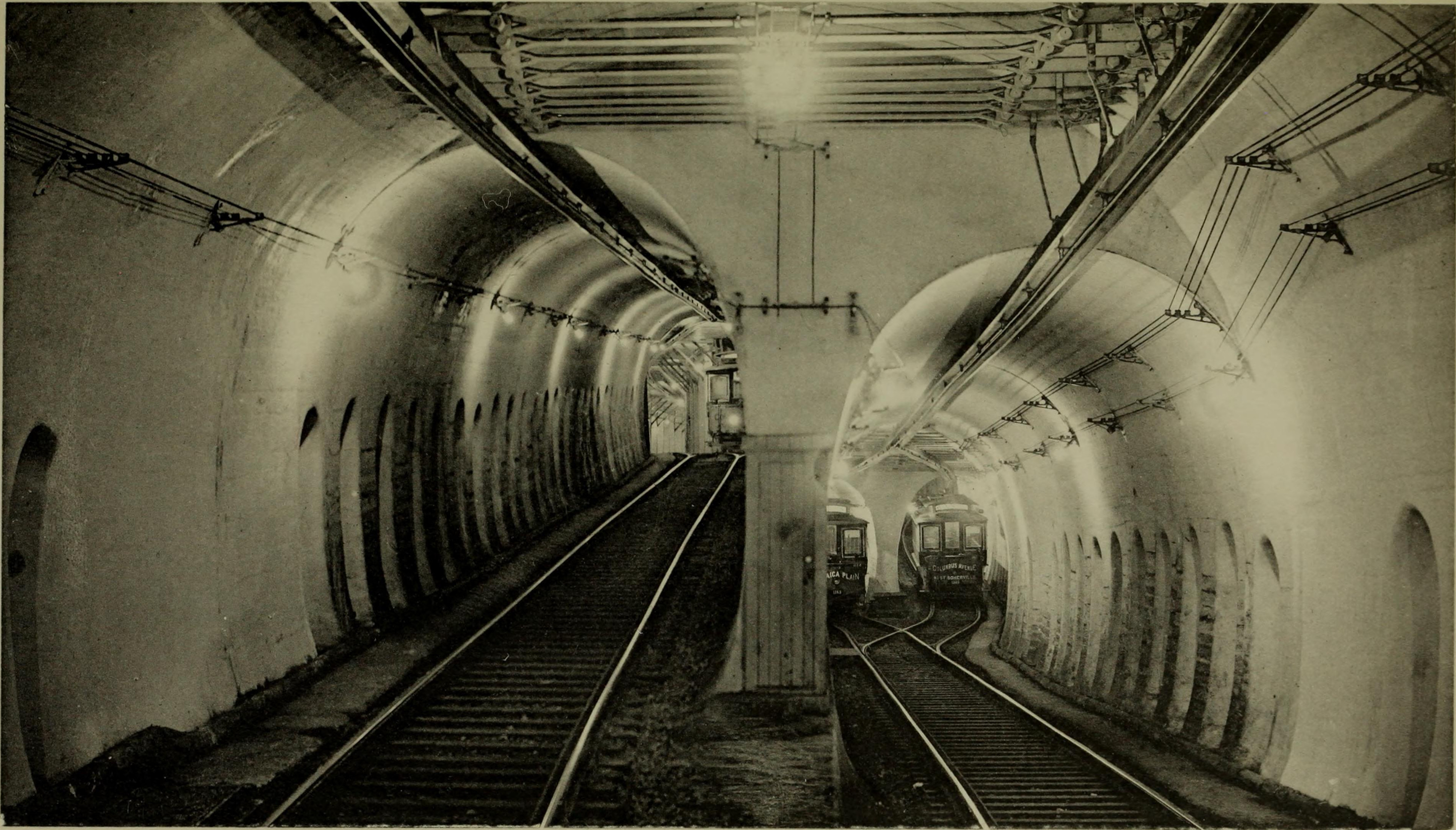
Boston, tunel tramwajowy Tremont Street Subway z 1897 r. miał skomplikowany układ obejmujący podziemne rozgałęzienia i pętle

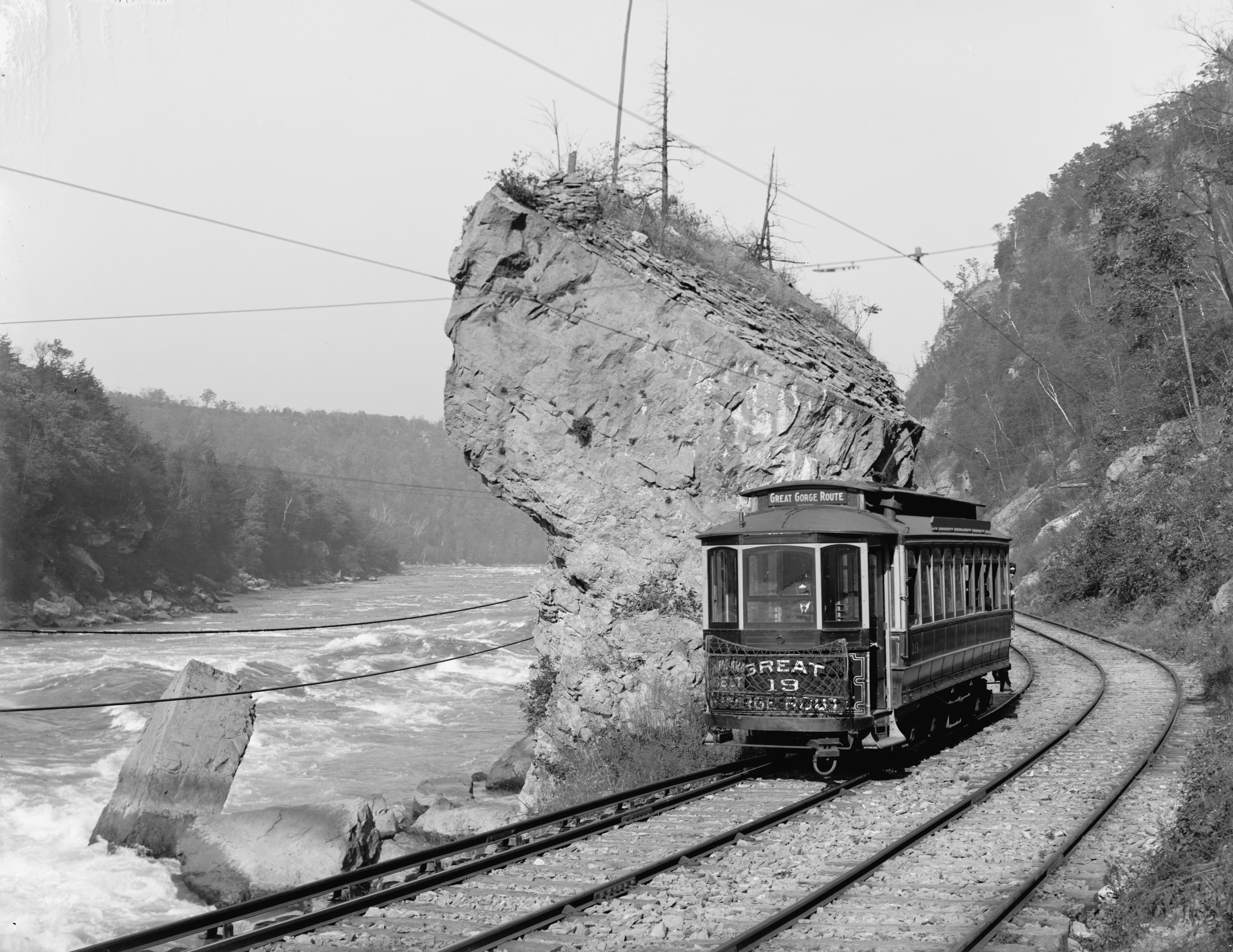
Niagara Gorge RR, interurban zamknięty w 1908 r.

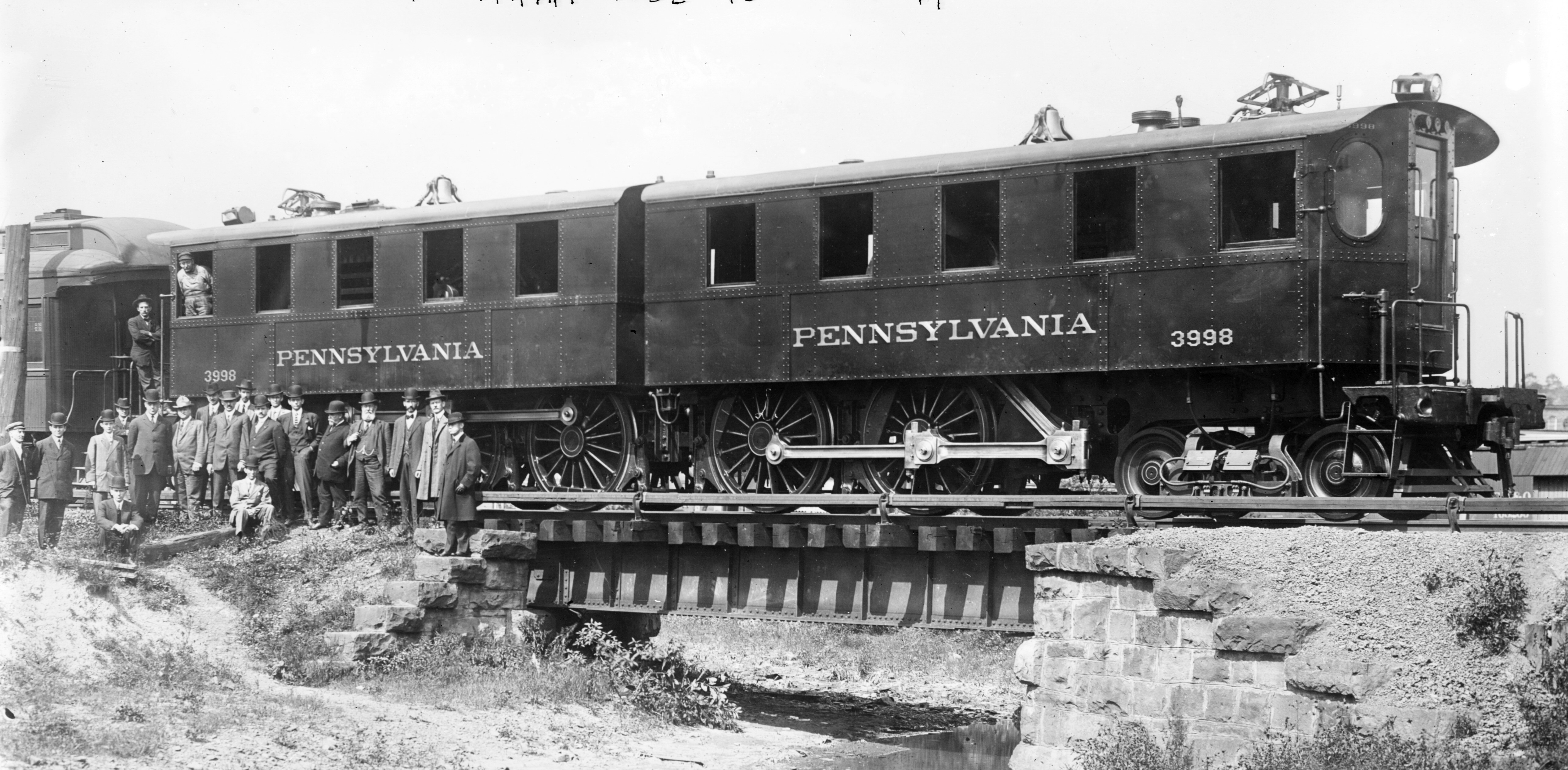
Elektrowóz Penn. RR typu DD1 z 1910 r., opracowany dla obsługi pociągów wjeżdżających do Nowego Jorku

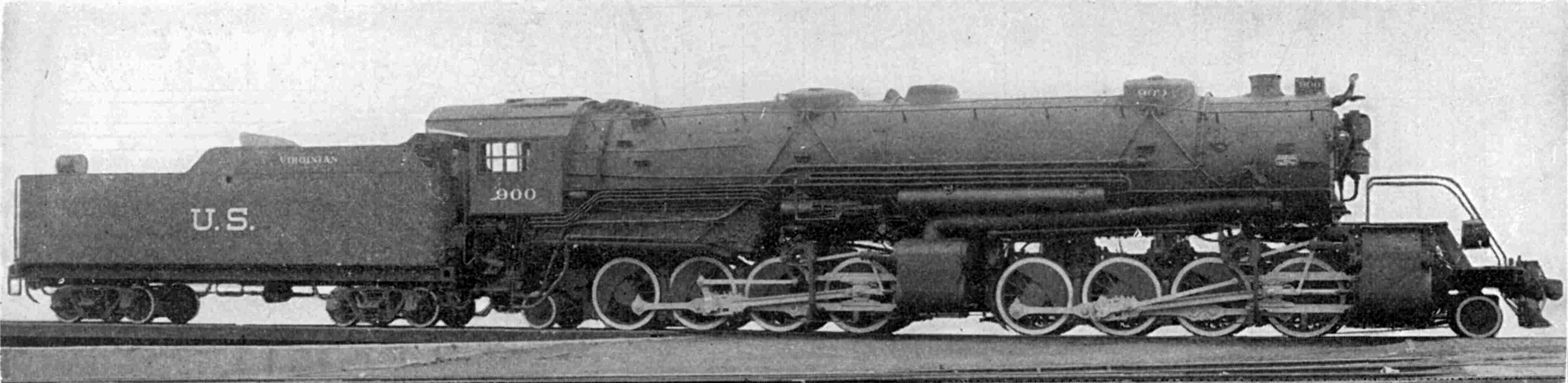
Ciężki parowóz (typu „Mallet”) zaprojektowany przez US Railroad Administration, zarządzającą kolejami upaństwowionymi na czas I wojny światowej (l. 1917-20). Zbudowano 106 maszyn tego typu

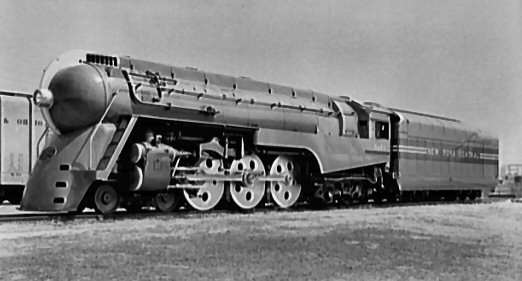
Parowóz typu Hudson kolei NYC; koniec l. 30.

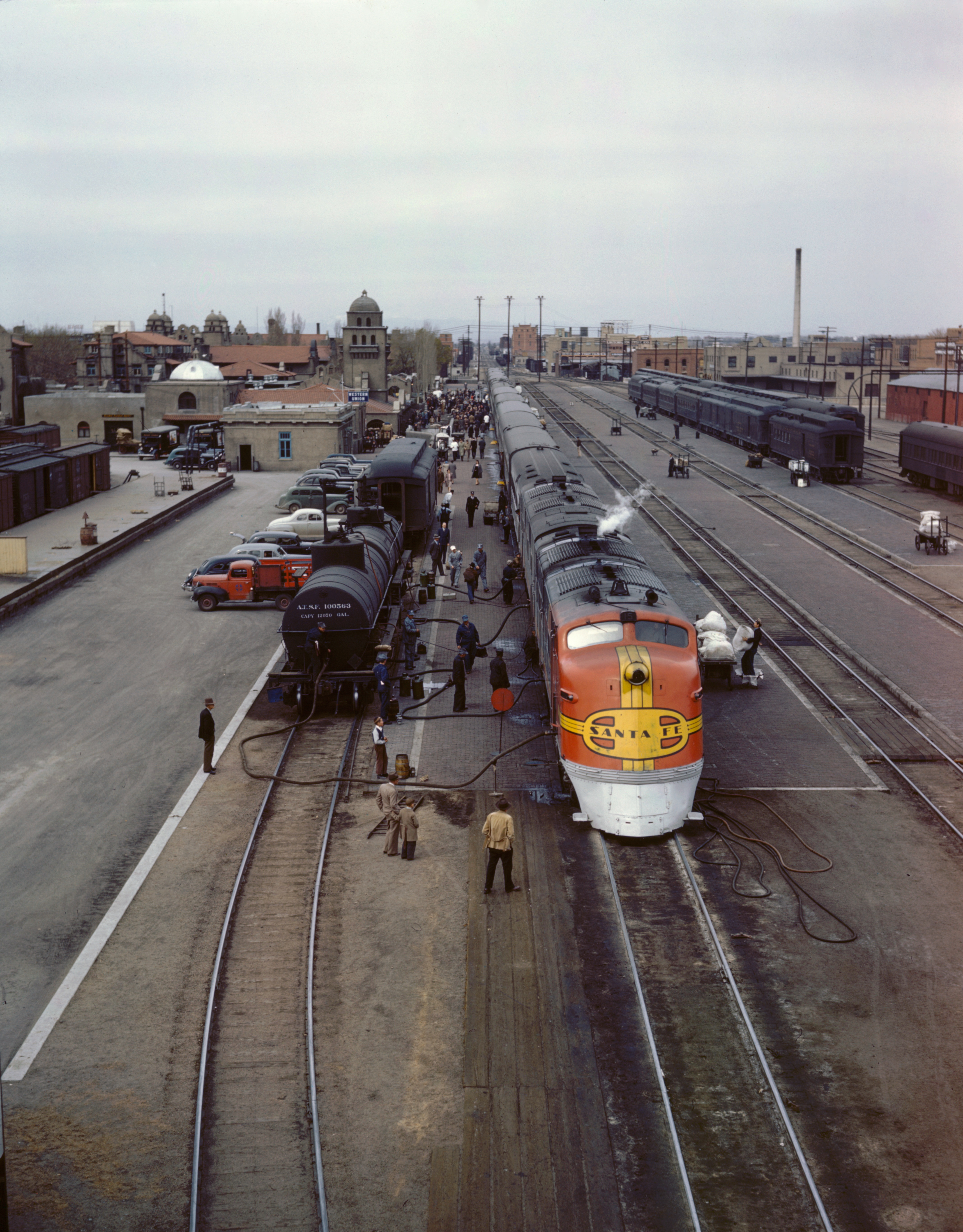
Aerodynamiczne kształty i luksusowo wyposażone wagony miały być odpowiedzią na masową motoryzację. Pociąg „Santa Fe Super Chief” (Chicago – Los Angeles od 1936) na dworcu w Albuquerque, 1943. Prędkość 100 mil/h (160 km/h).

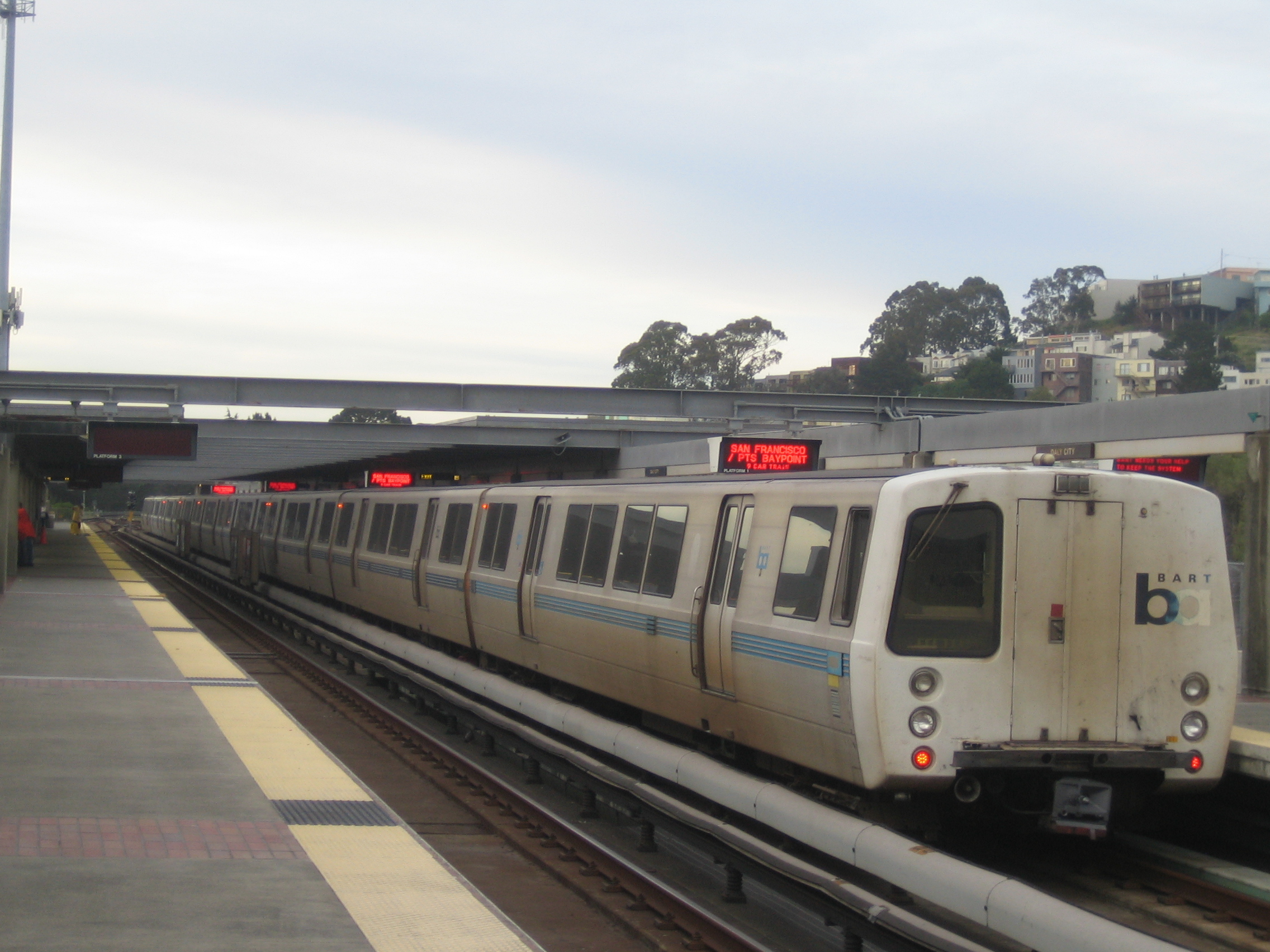
Pierwsza SKM nowej generacji: kolej BART w regionie San Francisco

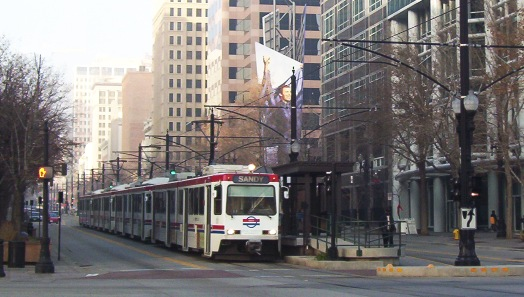
Salt Lake City (stan Utah). Tramwaj regionalny z 1999 r. w centrum miasta

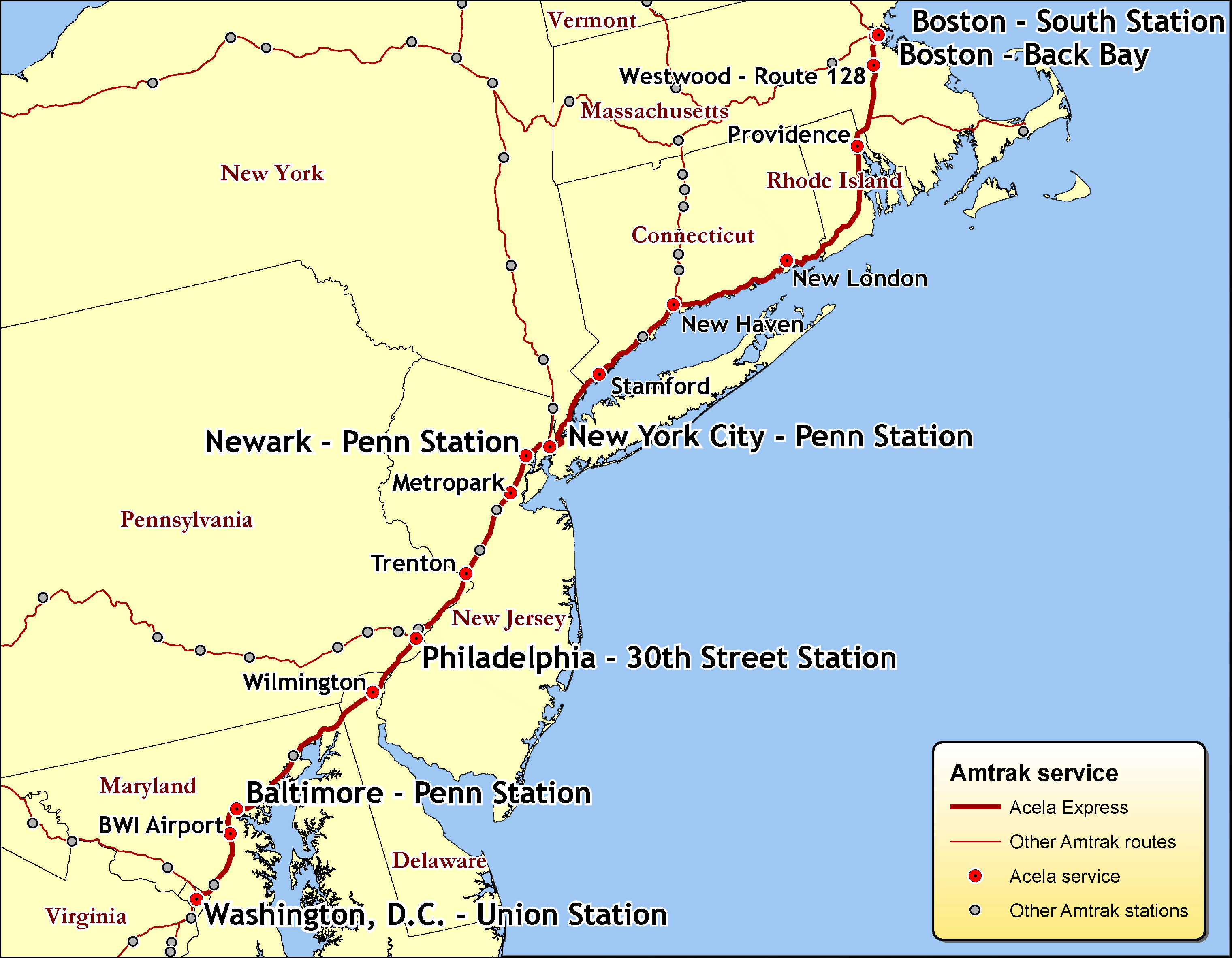
Northeast Corridor, jedyna intensywnie eksploatowana linia pociągów międzyregionalnych w USA, obecnie trasa szybkich pociągów Acela

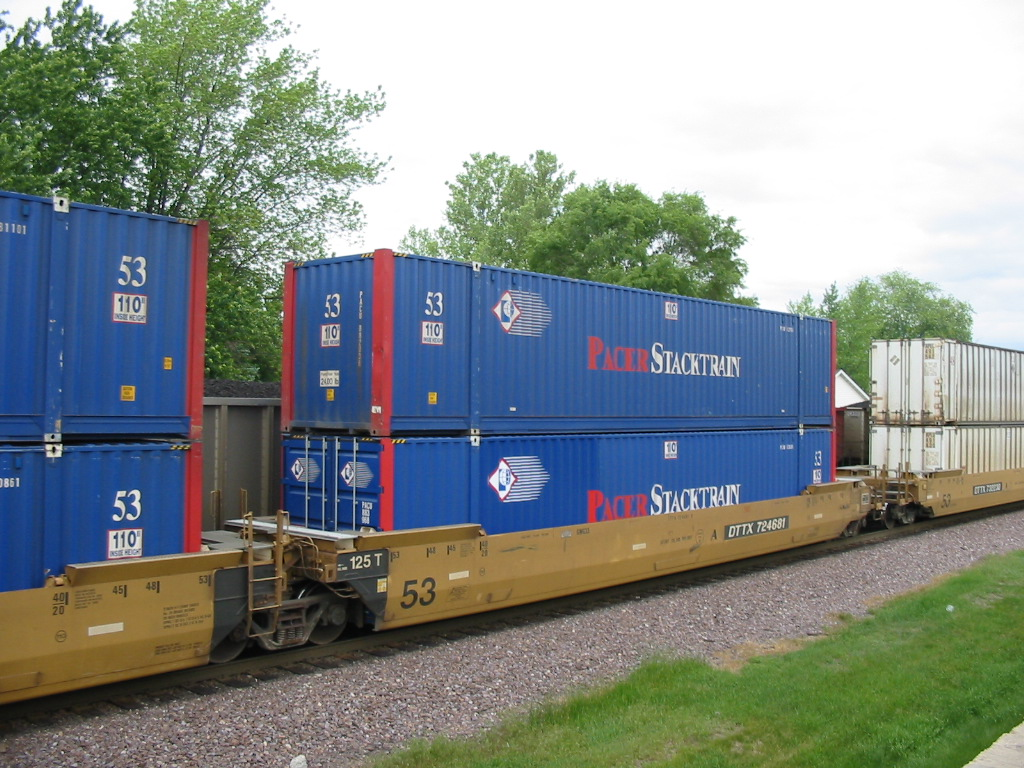
Spiętrzone kontenery są specjalnością kolei USA, najefektywniejszej sieci kolei towarowych świata

## Początki
- 1826 – otwarcie kolei konnej Granite Railway(inne języki) dług. 4,8 km dla przewozu bloków kamiennych z kamieniołomu do portu na rzece Neponset (okolice Bostonu); szyny drewniane z nakładką żelazną, rozstaw 1524 mm;
- 1829 – pierwsza (zakończona niepowodzeniem) próba używania parowozu na kolei: maszyna „Stourbridge Lion” prod. bryt. (Foster, Rastrick & Co.); kolej Carbondale & Honesdale Rly. w Pensylwanii, przeznaczona do transportu węgla, należąca do Delaware & Hudson Canal Co. (potem Delaware & Hudson RR); później kolej grawitacyjno-linowa;
- 1830 – Baltimore: otwarcie pierwszej kolei użytku publicznego: 21-kilometrowy odcinek kolei B&O między Baltimore i Ellicott’s Mills z trakcją konną. Aby przekonać zarząd B&O do użycia parowozów, Peter Cooper zbudował lokomotywę „Tom Thumb”, która wzięła udział w znanym wyścigu z wozem ciągniętym przez konia. Mimo że lokomotywa przegrała wskutek obsunięcia się pasa klinowego, zarząd kolei zdecydował w 1831 r. o przejściu na trakcję parową. W 1852 r. kolej doprowadzono do Wheeling nad rzeką Ohio;
- 1830 – otwarcie kolei konnej Tuscumbia, Courtland and Decatur Railroad (stan Alabama), zbudowanej do przewozu bawełny; pierwsza kolej na zachód od Appalachów; później część sieci SOU;
- 15 I 1831 – otwarcie pierwszej linii z trakcją parową w regularnym użyciu: odcinek pod Charleston kolei South Carolina Canal & RR Co., tor 1524 mm; parowóz amerykański „Best Friend of Charleston”; przedłużona do Hamburg w 1833; kolej zbudowana szybko i oszczędnościowo, z użyciem szyn płaskownikowych i drewnianych podtorzy zamiast nasypów; później stopniowo dostosowywana do normalnych standardów;
- 1831 – otwarcie Mohawk and Hudson RR między Albany i Schenectady (stan Nowy Jork) z parowozem DeWitt Clinton; później część linii głównej kolei NYC;
- 1831 – Nowy Orlean: wprowadzenie parowozów na kolei konnej Pontchartrain Rail-Road – 8-kilometrowej linii podmiejskiej pod Nowym Orleanem;
- 1832 – Nowy Jork: otwarcie pierwszego odcinka New York and Harlem RR (do Harlemu w 1837); trasa przebiegała ulicami Center – Broom – Bowery – 4th Avenue (zabudowanymi i planowanymi do zabudowy) od Ratusza do Harlemu; prawdopodobnie pierwsza kolej uliczna na świecie. Linia była sukcesywnie przedłużana, osiągnęła Albany 1852. Kolej używała trakcji konnej na południe od 23rd Street. Po 1854 zakazano używania parowozów na południe od 42nd Street, przy której w 1871 powstał dworzec Grand Central; linia na północ od dworca weszła w skład sieci NYC, a południowa część stała się tramwajem konnym;
- 1834 – Filadelfia: otwarcie całej linii Camden & Amboy RR, lokomotywa „John Bull” (R. Stephenson); kolej była elementem trasy z Filadelfii do Nowego Jorku (odcinek Amboy – Nowy Jork był pokonywany parowcem); John Stevens, konstruktor linii, użył szyn w kształcie „odwróconego T”;
- 1834–1839 – Nowy Jork: otwarcia kolejnych odcinków linii United New Jersey RR między Jersey City i New Brunswick z połączeniem do Camden & Amboy RR; utworzenie połączenia kolejowego między Filadelfią i Nowym Jorkiem; podróż wymagała jednak przeprawy statkiem przez rzekę Hudson (Nowy Jork) i Delaware (Filadelfia);
- 1834 – Filadelfia: otwarcie Philadelphia & Columbia RR; trasa obejmowała dwa odcinki o nachyleniu rzędu 6,7%, na których udowodniono przydatność parowozów do pokonywania dużych spadków (odcinki zostały później ominięte przez nowe odcinki trasy); 1857 linia weszła w skład sieci PRR;
- 1835 – Boston: otwarcie kolei Boston & Lowell RR (Lowell było dużym ośrodkiem włókienniczym), z pierwszym kolejowym mostem zwodzonym w USA.

## Budowa sieci
- 1835 – B&O przy wsparciu stanu Maryland otwiera linię Relay – Waszyngton (odgałęzienie linii do Wheeling), dającą połączenie Baltimore – Waszyngton; powstaje jedna z pierwszych linii dalekobieżnych w USA;
- 1835 – otwarcie Allegheny Portage RR, pierwszego, częściowo linowego przekroczenia Appalachów (między Johnstown i Hollidaysburg); budowa z funduszy stanu Pensylwania; linia łączyła kanały związane z rzekami Ohio i Susquehanna; 1854 – otwarcie linii adhezyjnej kolei PRR między Johnstown i Altoona (ze znanym czterotorowym łukiem „Horseshoe Curve”) spowodowało zamknięcie pierwotnej trasy.
- po 1865 – po Wojnie Secesyjnej (1861-65) koleje stanów południowych przeprowadzały unifikację rozstawów szyn do 1524 mm (nawet jeśli pierwotnie były normalnotorowe); rozstaw ten utrzymał się do 1886 r.;
- 10 maja 1869 – zakończenie budowy pierwszej linii transkontynentalnej: wbicie „złotego gwoździa” („Golden Spike”) na Promontory Summit (stan Utah) w punkcie spotkania się linii Central Pacific RR i Union Pacific Railroad[2];
- 1876 – SP otwiera linię San Francisco – Bakersfield – Los Angeles przez „Tehachapi Loop”;
- 1883 – ukończenie drugiej linii transkontynentalnej: spotkanie się linii Southern Pacific RR z Los Angeles z linią Galveston, Harrisburg and San Antonio Rly. na moście na rzece Pecos;
- 1886 – konwersja torów kolei stanów południowych (1524 mm) na tor 1448 mm (możliwy ruch pociągów normalnotorowych); operację przeprowadzono przy pomocy dziesiątek tysięcy osób na całej sieci szerokotorowej w ciągu 36 h;
- 1904 – SP otwiera skrót „Lucin Cutoff”, prowadzony na 19-kilometrowym drewnianym moście przez Great Salt Lake, którym ominięto Promontory Summit  (most zastąpiony groblą w 1950);
- 1912 – otwarcie Overseas RR (część kolei Florida East Coast Rly.) do Key West na końcu archipelagu Florida Keys (208 km od stałego lądu); kolej funkcjonowała do zniszczenia przez huragan w 1935 r., później zastąpiła ją droga.

## Modernizacja systemu, obsługa publiczności
- l. 30. XIX w. – wczesne upowszechnienie się wagonów czteroosiowych (pierwszym mógł być wagon „Columbus” C. Gatcha i R. Winana, kolej B&O z 1831 r.[3]); zapoczątkowanie trendu do budowy długich wagonów bezprzedziałowych (z pudłem drewnianym do 24 m);
- 1838 – kolej Cumberland Valley RR wprowadza wagon „Chambersburg” z miejscami do spania (linia Chambersburg – Harrisburg);
- 1844 – uruchomienie pierwszego w kraju telegrafu przez kolej B&O;

Rozwój komfortowych wagonów sypialnych dokonywał się w l. 50. dzięki pomysłom Theodore’a T. Woodruffa, następnie Webstera Wagnera i Pullmana:
- 1859 – pierwszy wagon sypialny George’a M. Pullmana rozpoczyna kursowanie między Chicago i Bloomington;
- l. 60. XIX w. – wprowadzanie wagonów z podłużnym naświetlem na dachu;
- 1853 – prawdopodobny, choć niepewny rok wprowadzenia pierwszych wagonów restauracyjnych na linii Nowy Jork – Chicago; bardziej pewne jest funkcjonowanie takich wagonów na kilku kolejach w 60. XIX w.;

Osobliwością kolei amerykańskich były luksusowe wagony salonowe („parlour cars”), które stanowiły zawoalowaną formę pierwszej klasy; używano ich w połączeniach między głównymi miastami (maks. 2,5% taboru);
- l. 60. XIX w. – wprowadzanie wagonów z podłużnym naświetlem na dachu;
- 1902–1910 – wprowadzanie wagonów o stalowej konstrukcji pudła (pierwsze wagony, konstrukcji B. J. La Mothe’a i A. Searsa, pojawiły się już w l. 50. XIX w.);

Elektryfikacja kolei sieci krajowej rozpoczęła się od tras przebiegających w tunelach oraz trudnych odcinków górskich. W Nowym Jorku powiązano ją jednak szybko z elektryfikacją sieci podmiejskich.
- 1895 – Baltimore, średnica kolei Baltimore & Ohio przebiegająca tunelem na spadku; sztywny przewodnik górny, potem trzecia szyna;
- 1905 – pierwsza duża elektryfikacja kolei sieci krajowej – Long Island RR (LIRR): początek elektryfikacji trzecią szyną linii podmiejskich Nowego Jorku (=650 V); po stronie LIRR elektryfikacja ukończona w 1927;
- 1907 – elektryfikacja kolei na podejściach do Grand Central Terminal w Nowym Jorku: trzecią szyną linii podmiejskich NY Central RR oraz siecią górną pod napięciem ~11 kV 25 Hz linii kolei New York, New Haven & Hartford RR: Nowy Jork – Stamford (1910 – do New Haven); pierwsza poważna elektryfikacja magistrali sieci krajowej;
- 1908 – Spokane & Inland Empire RR – prąd jednofazowy, ~6600 V 25 Hz;
- 1908 – Great Trunk RR: St Clair Tunnel (Port Huron, Michigan – Sarnia, Ontario); prąd jednofazowy ~3300 V 25 Hz
- 1909 – Great Northern Rly. of America: 10 km w Górach Kaskadowych, w tym pierwszy Cascade Tunnel (firma General Electric Co.) – elektryfikacja trójfazowa, ~6600V 25 Hz; funkcjonowała do otwarcia drugiego tunelu w 1929 r.; system elektryczny rozmontowany w 1956 r. („dieselizacja”)
- 1910 – Boston & Maine RR: Hoosac Tunnel(inne języki) (stan Massachusetts) – jednofazowy, ~11 kV 25 Hz („dieselizacja” – 1946)
- 1910 – Michigan Central RR: otwarcie tunelu pod rzeką Detroit (Detroit – Windsor), elektryfikacja trzecią szyną =650 V; „dieselizacja” 1953;
- 1910 – Pennsylvania RR: otwarcie linii NY Extension doprowadzającej do Pennsylvania Station na Manhattanie, elektryfikacja trzecią szyną =650 V; zamiana na sieć górną w 1932;
- 1915+ – Pennsylvania RR: odcinek Filadelfia – Paoli; później inne linie między Nowym Jorkiem i Harrisbugiem, ~11 kV 25 Hz
- 1915 – Norfolk & Western Rly.: Bluefield – Vivien (z tunelem Elkhorn; stan Wirginia Zachodnia), 11 kV 25 Hz (elektryfikacja nie istnieje)

Jedynymi wielkimi elektryfikacjami kolei międzyregionalnych były:
- 1917+ – Chicago, Milwaukee, St Paul & Pacific RR, linia przez Góry Skaliste (Seattle – Harlowton, Montana), =3000 V – elektryfikacja wzorcowa dla kolei w Ameryce Łacińskiej (deelektryfikacja – 1974 r.)
- 1930–1933 – Pennsylvania RR: elektryfikacja magistrali Wilmington – Filadelfia – Nowy Jork; 1935 elektryfikacja z Wilmington do Waszyngtonu; wraz z późniejszą elektryfikacją linii New Haven – Boston (80. XX w.?) ukształtował się istniejący do dzisiaj Northeast Corridor. Oprócz niego i linii Filadelfia – Harrisburg nie zachowała się żadna z elektryfikacji kolei sieci krajowej poza aglomeracjami.

Modernizacja taboru doby konkurencji z samochodem:
- 1934 – Chicago, Burlington & Quincy RR: pierwsze spalinowozy o aerodynamicznych kształtach; osiągający prędkość 112,5 mil/h (181 km/h) pociąg „Pioneer Zephyr”[4] zapoczątkowuje nową epokę designu składów dalekobieżnych (obecnie w Museum of Science & Industry w Chicago)[5][6];
- 1935 – Chicago, Burlington & Quincy RR: pociągi „Twin Cities Zephyr” (Chicago – Minneapolis) jako pierwsze w kraju uzyskują rozkładowe prędkości przewyższające 160 km/h (104 mil/h = 167 km/h)[7];
- 1936 – firma Budd wchodzi na rynek z ofertą wagonów ze stali nierdzewnej;
- 1939 – Chicago, Burlington & Quincy RR: pierwsze wagony z panoramicznymi „kopułami”.

## Pierwsze koleje miejskie
Klasyczna kolej parowa, prowadzona na poziomie terenu, często w przekroju ulic, była istotnym czynnikiem urbanizacji strefy podmiejskiej wielkich miast (Brooklyn, Chicago). W śródmieściach, na długo przed upowszechnieniem się napędu elektrycznego, Amerykanie rozwinęli metro nadziemne, tzw. „elevated” (albo „el”):
- 1868 – Nowy Jork: otwarcie West Side & Yonkers Patent Rly. trakcji linowej; po 1870 trakcja parowa; linia zapoczątkowała budowę parowych „el” na Manhattanie, a potem na Brooklynie;
- 1891 – Sioux City (stan Iowa): otwarcie parowej kolei miejskiej (tramwaju parowego), prowadzonej częściowo na ponad trzykilometrowym wiadukcie; linię zamknięto i rozebrano 1899;
- 1892 – Chicago: otwarcie South Side Elevated, początkowo trakcji parowej;
- 1893 – Chicago: pierwsza kolejka elektryczna publicznie dostępna – nadziemna Intramural Railway na Światowej Wystawie Kolumbijskiej – zasilanie dolne[a];
- 1895 – Chicago: otwarcie Metropolitan West Side Elevated, drugiej na świecie nadziemnej SKM trakcji elektrycznej; weszła ona potem w skład sieci chicagowskiej „L”; prawdopodobnie na tej linii po raz pierwszy umieszczono szynę prądową z boku toru; wkrótce nastąpiła elektryfikacja kolejnych kolejek nadziemnych w Chicago, na Brooklynie i na nowojorskim Manhattanie.

Stany Zjednoczone stały się najważniejszym na świecie centrum rozwoju technologii tramwajowej.
- 1884 – Cleveland: pierwszy tramwaj elektryczny, zasilany z kanału podulicznego; 1885 Kansas City: pierwszy(?) tramwaj zasilany z przewodów górnych; w Baltimore zastosowano szynę prądową zawieszoną ponad jezdnią[8];
- 1888 – Richmond (Wirginia), pierwszy tramwaj Franka J. Sprague’a otwiera drogę do rozpowszechnienia się tramwajów elektrycznych.

W 1888 r. otwarto 33 linie liczące 210 km, z 265 wagonami. 90% sieci zbudowanych do 1892 opierało się na technologii Sprague’a. Pod koniec 1896 r. było 23 tys. km linii z 40 tysiącami wagonów silnikowych. W 1902 r. 97% linii tramwajowych było zelektryfikowane.
Drugim etapem rozwoju elektrycznych kolei „lekkich” były liczne, często bardzo rozbudowane, sieci kolejek dojazdowych (tramwajów podmiejskich i regionalnych), tzw. „interurbans”. Najwięcej ich zbudowano w l. 1901–1908, a do 1912 r. ukształtował się ostateczny kształt sieci, liczącej ok. 25,8 tys. km. „Interurbans” zniknęły niemal zupełnie w okresie 1928–1937, wyparte przez konkurencję samochodową. Mimo krótkiego okresu istnienia, koleje te wykazały się wielką innowacyjnością: np. jako pierwsze stosowały wielosystemowe zasilanie, zasilanie prądem zmiennym, odbieraki pantografowe.
„Els” stanowiły często element śródmiejskiej sieci tramwajowej, np. w Milwaukee, Bostonie, Baltimore. Zresztą, pociągi niektórych „els”, klasyfikowanych jako metro, używały torowisk naziemnych (Chicago), albo używały tras nadziemnych wraz z tramwajami (Brooklyn). Udoskonalenie napędu elektrycznego pozwoliło na budowę pierwszych kolei podziemnych:
- 1897 – Boston: otwarcie „Tremont Street Tunnel”, tunelu śródmiejskiego na sieci tramwajowej; pierwszy elektryczny tramwaj podziemny na świecie[b];
- 1904 – Nowy Jork: pierwsze podziemne metro: linia Interborough Rapid Transit na Manhattanie.

Kolejne linie metra składały się zwykle z odcinków „el” oraz odcinków w tunelach (Boston 1901, Filadelfia 1907). Ewolucja systemów niejednokrotnie objęła później budowę linii podziemnych dla zastąpienia linii na wiaduktach.

## Dworce i węzły
Podobnie jak w Brytanii, koleje amerykańskie będące własnością wielu niezależnych towarzystw, tworzyły w obrębie miast skomplikowane i nakładające się na siebie układy linii, wyposażone w osobne dworce. Linie doprowadzające były, przynajmniej początkowo, prowadzone w poziomie (a nawet w przekroju) ulic, powodując poważne problemy w funkcjonowaniu miasta. Niekiedy, zwłaszcza w ostatnim okresie funkcjonowania pociągów pasażerskich, niektóre z zarządów, zwykle przy współudziale władz miejskich, porozumiewały się w sprawie utworzenia wspólnego głównego dworca („Union Station”). Rzadko jednak udawało się skonsolidować całość węzła. W Chicago, największym węźle kolejowych kraju, oprócz Union Station istniało jeszcze kilka dużych dworców czołowych. W miastach, które w końcu XX w. zachowały ruch pasażerski, do takiej konsolidacji dochodziło zwykle dopiero po jego ograniczeniu do jednego z systemów (np. Baltimore, Filadelfia).
- 1853 – otwarcie Union Station w Indianapolis; przyjmuje się, że był to pierwszy w USA przypadek skupienia ruchu większości kolei na jednym dworcu głównym;
- 1871 – otwarcie pierwszego Grand Central Terminal w Nowym Jorku; dworzec miał perony na estakadzie, przekryte halą łukową wielkiej rozpiętości (kolej NYC);
- 1874 – otwarcie pierwszej Union Station w Chicago – wspólnego dworca kilku kolei obsługujących miasto; drugi dworzec Union na miejscu pierwszego otwarto w 1925–1927;
- 1888 – otwarcie przebudowanego dworca kolei PRR w Jersey City pod Nowym Jorkiem z wielką halą łukową; pozostałe podobne inwestycje tej kolei to: 1891 – Broad Street Station w Filadelfii, 1903 – Pittsburgh Penn Station;
- 1894 – otwarcie Union Station w St Louis, z jedną z największych hal peronowych w dziejach dworców;
- 1907 – otwarcie Union Station i tunelu średnicowego w Waszyngtonie umożliwiło wycofanie kolei z ulic miasta;
- 1910 – otwarcie Pennsylvania Station w Nowym Jorku (kolej PRR i LIRR); inwestycja powiązana była z budową linii średnicowej łączącej sieć PRR z siecią NH przez tunele pod rzekami Hudson i East River oraz most Hell’s Gate Bridge; linia ta stanowi obecnie część Northeast Corridor, linii magistralnej Waszyngton – Boston;
- 1913 – otwarcie drugiego Grand Central Terminal w Nowym Jorku, z peronami w podziemiach (kolej NYC);
- 1930 – otwarcie Union Terminal w Cleveland, pomyślanego jako dworzec dla wszystkich pociągów; dworzec nigdy nie spełnił oczekiwań ze względu na złe usytuowanie w węźle i konieczność zmiany lokomotyw na elektryczne;
- 1933 – otwarcie dworca 30th Street w Filadelfii (kolej PRR);
- 1939 – otwarcie dworca Los Angeles Union – ostatniego głównego w kraju;
- 1939 – otwarcie linii kolejowej przez San Francisco–Oakland Bay Bridge (zbud. 1936), używanej przez pociągi elektryczne trzech kolei; ruch dalekobieżny nadal wykorzystywał dworce w Oakland; zamknięcie linii w 1958 r..

## Okres powojenny
Okres 1945–1971 charakteryzował się nieustannym spadkiem wielkości przewozów pasażerskich. W II poł. l. 20. wynosiły one średnio 40 mld pkm, w II poł. l. 40. ok. 61 mld pkm, a w 1971 r. – tylko 7 mld pkm. Jednocześnie koleje miały duże trudności w pozyskiwaniu przewozów towarowych. Subsydia państwowe zostały skierowane najpierw na transport drogowy (1956 początek budowy systemu autostrad „Interstate Highway System”; do połowy l. 70. zbudowano ich 67 tys. km), a nieco później w stworzenie infrastruktury lotniczej. Polityka państwa była zdecydowanie przeciwna modernizacji systemu kolei pasażerskiej: komisja senacka stwierdziła w 1961 r., że „nie ma takiej potrzeby przewozowej spełnianej przez kolej dalekobieżną, której nie byłby w stanie sprostać system lotniczy i drogowy”. Pojawiające się inicjatywy modernizacji sieci kolejowej do wysokich prędkości nie znajdowały trwałego poparcia, podobnie jak inicjatywy wprowadzenia często kursujących pociągów dalekobieżnych w gęściej zaludnionych regionach. Zdolność adaptacji zarządów kolejowych była dodatkowo ograniczona sztywnymi przepisami państwowymi wydawanymi przez „Interstate Commerce Commission”. 
- 1950 – wprowadzenie wagonów piętrowych z galeriami (firmy Budd) na liniach podmiejskich Chicago; kolej Burlington RR; wagony piętrowe upowszechniły się potem na kolejach dalekobieżnych;
- l. 50. XX w. – wycofanie parowozów z sieci większości dużych zarządów kolejowych; wprowadzenie trakcji spalinowej;
- 1964 – wyburzenie starego dworca Pennsylvania w Nowym Jorku (dla budowy zespołu Madison Square Garden) rozpoczęło epokę ochrony dziedzictwa kolejowego w architekturze;
- 1967 – otwarcie linii przez Cajon Pass (kolej SP), najdłuższej linii otwartej od ćwierćwiecza;
- 1968 – wprowadzenie lekkich pociągów dalekobieżnych „Turbotrain(inne języki)” między Nowym Jorkiem i Bostonem (przestały kursować 1972) oraz Montrealem i Toronto (przestały kursować 1986); konstrukcja oparta była na pociągach „Talgo” z obniżoną podłogą;
- 1968 – wyburzenie budynków recepcyjnych dworca Pennsylvania Station w Nowym Jorku; nadbudowa biurowcem i halą wielofunkcyjną Madison Square Garden; strata jednego z charakterystycznych gmachów Manhattanu spowodowała wielkie protesty i legła u podstaw ruchu ochrony dziedzictwa kolei (podobnym zamiarom w stosunku do Grand Central Terminal skutecznie się przeciwstawiono);
- 1969 – otwarcie pierwszej kolei wysokich prędkości w Stanach Zjednoczonych (125 mil/h = 201 km/h) – elektryczny zespół trakcyjny „Metroliner” połączył Nowy Jork z Waszyngtonem[10];
- 1971 – utworzenie jednego przewoźnika zajmującego się pasażerskim ruchem dalekobieżnym – Amtrak; w następnym okresie liczba pkm rocznie oscylowała w granicach 6–11 mld;
- 1973 – zamknięcie systemu elektrycznego kolei MILW w stanach północno-zachodnich;
- 1974 – San Francisco: otwarcie tunelu pod Zatoką kolei BART – sieci wydzielonej, automatycznej SKR na torze 1676 mm. Znaczenie tej kolei polega na powrocie do klasycznej technologii szynowej po okresie fascynacji pomysłami budowy kolei niekonwencjonalnych (zwłaszcza jednoszynowych), a nawet negacji potrzeby budowy SKM w miastach doby samochodu; początek budowy systemów metra nowej generacji w USA;
- 1976 – utworzenie sieci państwowej Consolidated Rail(inne języki) Corp. (Conrail) w północno-zachodniej części kraju, która przejęła głównie zbankrutowaną kolej Penn Central; Conrail, po dokonaniu restrukturyzacji, modernizacji i sanacji finansowej, został sprywatyzowany w 1987, a w 1999 podzielony między kolej CSX jako system NY Central Lines (NYC) i kolej Norfolk Southern jako system Pennsylvania Lines (PRR);
- 1981 – otwarcie sieci San Diego Trolley („light rail”) – pierwszego w USA systemu tramwajowego doby „suburbanizacji”; sieci lub linie „light rail” powstały następnie m.in. w Buffalo, Baltimore, Sacramento, San Jose, Los Angeles, St Louis, Portland, Salt Lake City, Denver, Jersey City, Minneapolis, Houston, Dallas, Phoenix, Charlotte, Oceanside, Seattle, Tacoma;
- 1984 – Filadelfia: otwarcie linii średnicowej kolei regionalnych (aglomeracyjnych) SEPTA, tzw. „Center City Commuter Connection”; jedynego tego typu rozwiązania w kraju.

W l. 80. i 90. doszło do konsolidacji prywatnych zarządów kolejowych w cztery główne systemy. Jednocześnie koleje USA stały się wydajnymi przewoźnikami towarowymi na długich dystansach. Na początku XXI w. udział kolei w strukturze modalnej przewozu towarów sięga 37% i jest najwyższy w krajach wysoko rozwiniętych.
- 2000 – wprowadzenie szybkich pociągów o wychylnym pudle „Acela Express” na Northeast Corridor. Pociągi jeżdżą między Waszyngtonem i Bostonem z prędkościami maksymalnymi między 120 km/h a 240 km/h, zależnie od stanu toru. Średnia prędkość między Nowym Jorkiem i Waszyngtonem wynosi maksimum 129 km/h, a czas przejazdu 734 km całej trasy – nieco ponad 6½ h.

## Ważniejsi producenci taboru
Produkcja parowozów w XX wieku należała przede wszystkim do „wielkiej trójki”:
- Baldwin (Filadelfia) – całkowita produkcja od założenia przedsiębiorstwa w 1832: 59 tys. maszyn;
- Alco, czyli American Locomotive Co., powstała 1901 z fuzji dziewięciu przedsiębiorstw, głównie Schenectady Locomotive Works(inne języki) (od powstania w 1851 do 1949 wyprodukowała 46 300 maszyn);
- Lima Locomotive Works(inne języki), produkcja parowozów od 1901, do jej zakończenia w 1949 – 4800 maszyn;

Parowozy budowane przez koleje w warsztatach własnych były w USA rzadkością. Wyjątek:
- kolej Norfolk & Western RR, warszaty w Roanoke, stan Wirginia.

Inne pojazdy trakcyjne, wagony:
- General Electric – utworzone 1892 przez firmę Thomson-Houston, która przejęła Brush Electrical Co., Short Electric Rly. Co. i Edison Electric Co. (ta ostatnia wcześniej przejęła Sprague Electric Rly. & Motor Co.) – tabor kolei elektrycznych;
- Westinghouse – koleje elektryczne, gł. zasilane prądem zmiennym;
- Budd Co. – od l. 30. producent wagonów z nierdzewnej stali;
- J.G.Brill Co. – tramwaje, „interurbans”, wagony kolejowe
- American Car & Foundry
- Pullman (Pullman pod Chicago)

## Główne zarządy kolejowe USA
Wybrane zarządy historyczne
- Atchison, Topeka & Santa Fe Rly. (ATSF): zał. 1859 pierwotnie dla połączenia miasta Topeka (Kansas) z Santa Fe (Nowy Meksyk) i Zatoką Meksykańską; rzadka, ale wydłużona sieć rozciągała się od Chicago i Houston po Los Angeles; 1996 fuzja z Burlington Northern RR;
- Atlantic Coast Line RR (ACL): zał. 1889 jako holding wielu kolei działających w Wirginii, obu Karolinach i Georgii; 1967 – fuzja z konkurencyjną Seaboard Air Line RR, utworzenie Seaboard Coast Line RR.
- Baltimore & Ohio RR (B&O): zał. w 1827 r. dla skomunikowania rzeki Ohio ze wschodnim wybrzeżem jako konkurencja dla kanałów; po amalgamacjach sieć ciągnęła się od Baltimore i Waszyngtonu po Dundee w Wirginii, Chicago i St Louis; 1963 kolej wchłonięta przez Chesapeake & Ohio RR;

- Boston & Maine RR (BM, B&M): zał. w New Hampshire 1835, wchłonęła następnie większość kolei w północnej części Nowej Anglii; B&M niemal nie miała konkurencji innych kolei na swoim obszarze działania, ale nie wytrzymała konkurencji samochodu i upadku włókiennictwa; zakupiona przez Guilford Transportation Industries 1983;

- Burlington Northern RR (BN): powstała w 1970 r. z połączenia Great Northern Rly. (GN), Northern Pacific Rly. (NP), Chicago, Burlington and Quincy RR (CBQ) oraz Spokane, Portland & Seattle Rly. (SPS); tworzyła system łączący liniami przez stany północne stan Waszyngton ze Środkowym Zachodem i Chicago; 1996 fuzja z ATSF;

- Chesapeake & Ohio RR (C&O): zał. 1869 z amalgamacji kilku wcześniejszych kolei z najważniejszą Virginia Central RR (najstarsza z 1836 pod Richmond), działała pierwotnie w obu Wirginiach, a sieć sięgała Chicago i Cleveland; obecnie część kolei CSXT;

- Chicago, Milwaukee, St. Paul & Pacific RR (MILW, CMSP&P): zał. 1847 jako Milwaukee & Waukesha RR, od 1874 pod nazwą Chicago, Milwaukee & St. Paul; 1909 sieć wydłużona do Seattle; po 1914 ponad połowę linii zelektryfikowano; kolej bankrutowała 1925 i 1935; 1977 – deelektryfikacja; 1977 trzecie bankructwo; zamknięcie linii do Seattle; 1985 sprzedaż kolei Soo Line RR (części Canadian Pacific Rly.);

- Illinois Central Railroad: zał. 1851; sieć rozciągała się na terytorium stanu Illinois, ale miała linie sięgające Sioux City, Madison i Nowego Orleanu; kolej zakupiona przez Canadian National Rly. w 1998 r.;

- Louisville & Nashville RR (LN): zał. 1850 w Kentucky; sieć rozciągała się od St Louis, Memphis, Nowego Orleanu po Cincinnati i zach. skraj Wirginii; kolej przejęta przez Seaboard System RR w 1982 r.;

- New York Central RR (NYC): uformowana w 1853 r. z kilku pionierskich linii składających się na trasę Niagara Falls / Buffalo – Albany; w 1869 fuzja z Hudson River RR – obie należały wtedy do Corneliusa Vanderbilta; także inne koleje należące do niego były z czasem eksploatowane jak jeden system (New York & Harlem RR, Lake Shore & Michigan Southern Rly., Canada Southern Rly., Michigan Central RR, Boston & Albany RR). W 1918 r. sieć ta rozciągała się od Chicago i St Louis po Boston i Nowy Jork, od Montrealu i Mackinaw City (płn. Wisconsin) po Cincinnati; 1968 kolej połączyła się z PRR i stworzyła Penn Central;

- New York, New Haven & Hartford RR (NH): powstała 1872 z połączenia New York and New Haven RR oraz Hartford & New Haven RR; Sieć rozciągała się między Nowym Jorkiem i Bostonem i była właściwie monopolistą w południowej części Nowej Anglii; kolej zbankrutowała w 1935 i ponownie 1961; połączona z Penn Central w 1969;

- Pennsylvania Railroad (PRR): zał. 1846 pierwotnie dla połączenia Harrisburga z Filadelfią, urosła do największych i najbardziej prężnych kolei kraju; sieć rozciągała się między St Louis i Chicago oraz Waszyngtonem i Nowym Jorkiem; 1968 – połączenie z NY Central; powstała wówczas kolej Penn Central, która zbankrutowała w 1970;

- Southern Rly. (SOU): spadkobierczyni South Carolina Canal and Rail Road z 1830 r.; powstała z połączenia różnych kolei w 1894; obszar działania od St Louis, Memphis, Nowego Orleanu po Jacksonville, Waszyngton i Norfolk; 1982 – fuzja z Norfolk and Western Rly. i utworzenie Norfolk Southern Rly.;

- Southern Pacific RR (SP): zał. 1865 początkowo dla połączenia San Francisco z Los Angeles; 1885 przyłączenie Central Pacific RR; 1903 przejęcie kontroli nad siecią Pacific Electric; kolej zakupiona przez Union Pacific RR w 1996;

- Union Pacific RR (UP): zał. 1861, siedziba w Omaha (stan Nebraska), obszar działania – stany na zachód od Missisipi; w l. 1948–1970 kolej eksploatowała dużą liczbę lokomotyw turbinowo-elektrycznych (nawet do 10% pracy przewozowej); kolej istnieje do dzisiaj;

Koleje obecne
- Burlington Northern Santa Fe (BNSF), powstała 1996 z fuzji ATSF i BN; jedna z największych kolei funkcjonujących obecnie;
- CSX Transportation(inne języki) (CSXT): powstała w 1987 z połączenia Chessie System (dawna C&O z B&O) z Seaboard Air Line RR, Atlantic Coast Line RR, Louisville & Nashville RR; stanowi jeden z dwóch systemów kolejowych działających na wschód od Missisipi;
- Norfolk Southern Railway(inne języki) (NS): kolej uformowana w 1990 r. przede wszystkim na bazie sieci m.in. kolei SOU, pierwszej Norfolk Southern Rly., Virginian Rly., Norfolk & Western RR, połowy sieci Conrail; wraz z koleją CSXT obsługuje wschodnią część kraju;
- Union Pacific Railroad (UP): jedyny z wielkich zarządów, który nie jest tworem fuzji końca XX w.

Własność infrastruktury kolejowej w regionie północno-wschodnim jest zróżnicowana: linie należą zwykle do poszczególnych stanów. Najważniejsza linia pasażerska Northeast Corridor należy w większości do pasażerskiego przewoźnika krajowego Amtrak.